# نوآ لنگ
نوا لانگ (انگلیسی: Noa Lang؛ زادهٔ ۱۷ ژوئن ۱۹۹۹) بازیکن فوتبال اهل هلند است که در پست وینگر برای باشگاه فوتبال ناپولی و تیم ملی هلند بازی می‌کند.